# Линдита Ахмети
Линдита Ахмети (на албански: Lindita Ahmeti; на македонска литературна норма: Линдита Ахмети) е албанска писателка, поетеса от Северна Македония.

## Биография
Родена е в 1974 година в Призрен, тогава Кралство Югославия, днес в Косово. Завършва основно образование и гимназия в Тетово. Завършва класическа филология във Философския факултет на Скопския университет. Живее и работи в Скопие.